# مشعرة (مسرح)
المُشعرة في بالمسرح تُشعر الممثل بأن دوره في الكلام أو في الدخول إلى خشبة المسرح قد حان.